# Hetreulophus voltairei
Hetreulophus voltairei is een vliesvleugelig insect uit de familie Pteromalidae. De wetenschappelijke naam is voor het eerst geldig gepubliceerd in 1921 door Girault.